# Три солдата
«Три солдата» — радянський німий художній фільм 1932 року, знятий режисером Олександром Івановим. Інша назва — «Навіщо ви тут?». Прем'єра фільму відбулася 6 листопада 1932 року. Фільм вважається втраченим.

## Сюжет
Фільм розповідає про долю трьох солдатів з полку інтервентів, які окупували Одесу в 1919 році. Один з них, робітник, зв'язується з більшовицьким підпіллям. Інший, селянин, переймається співчуттям до революційних ідей. Третій, конторський службовець, стає активним ворогом революції.

## У ролях
- Андрій Костричкін —  П'єр Брогар, рядовий з селян
- Петро Пирогов —  Поль Бертран, рядовий з робітників
- Євген Червяков —  Жак Пельтьє, рядовий, клерк
- Сергій Герасимов —  командир Сталевого полку
- Олена Кузьміна —  Мадлен Еннуа
- Варвара М'ясникова —  працівник іноземної колегії ревкому
- Костянтин Назаренко —  епізод
- Борис Феодос'єв —  робітник

## Знімальна група
- Режисер: Олександр Іванов
- Сценаристи: Борис Ліпатов, Олександр Іванов і Володимир Гранатман
- Оператор: Олександр Гінцбург
- Художник: Семен Мейнкін